# Barnabás Rácz
Barnabás Rácz (Szombathely, 26 aprile 1996) è un calciatore ungherese, centrocampista del Vasas.

## Palmarès

### Club

#### Competizioni nazionali
- Coppa d'Ungheria: 1

Újpest: 2020-2021